# Campeonato Mundial de Ciclismo BMX de 2020
El XXV Campeonato Mundial de Ciclismo BMX se iba a celebrar en Houston (Estados Unidos) entre el 26 y el 31 de mayo de 2020 bajo la organización de la Unión Ciclista Internacional (UCI) y la Federación Estadounidense de Ciclismo. Pero debido a la pandemia de COVID-19 el evento fue cancelado.